# مطالع سرا
مطالع سرا (به تالشی:مهٔ تؤلهٔ)، روستایی از توابع بخش حویق شهرستان طوالش در استان گیلان ایران است. در مورد منشأ نام روستا، اختلاف نظرهایی وجود دارد. این نام در ترکی به‌صورت «موتالا» تلفظ می‌شود و عده ای با استناد به این لفظ معتقدند که ساکنان اولیه روستا (کادوسیان) دارای موهایی به رنگ طلایی بوده‌اند (تالشان اولیه دارای موهای طلایی و روشن بوده‌اند) به همین خاطر نام روستا موطلا سرا است. اما این نام در تالشی به‌شکل مَتولَع((مهٔ تؤلهٔ) تلفظ «ؤ» به‌صورت او لری در واژهٔ ڵؤر و دؤ) تلفظ می‌شود و عده ای دیگر با استناد به همین لفظ معتقدند چون در گذشته این روستا دارای تعداد بسیاری از درخت مُطال یا توسکا (در تالشی:مهٔ تؤل) بوده‌است، نام این روستا به مُطال سرا بدل گشت.

## جمعیت
این روستا در دهستان چوبر قرار دارد و براساس سرشماری مرکز آمار ایران در سال ۱۳۸۵، جمعیت آن ۵۶۸ نفر (۱۲۳خانوار) بوده‌است.